# Mamoru Shigemitsu

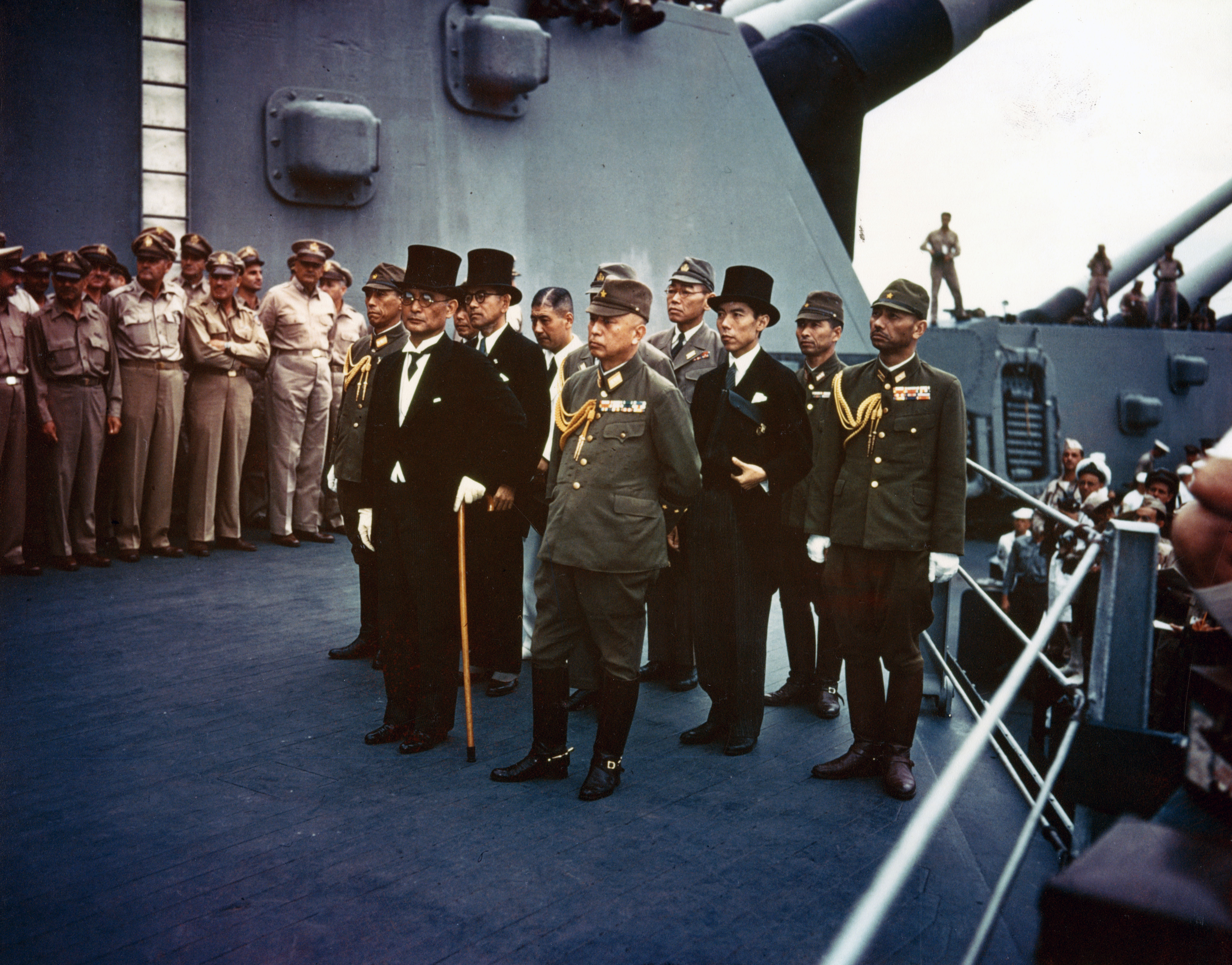
Shigemitsu (met stok) aan boord van de USS Missouri op 2 september 1945

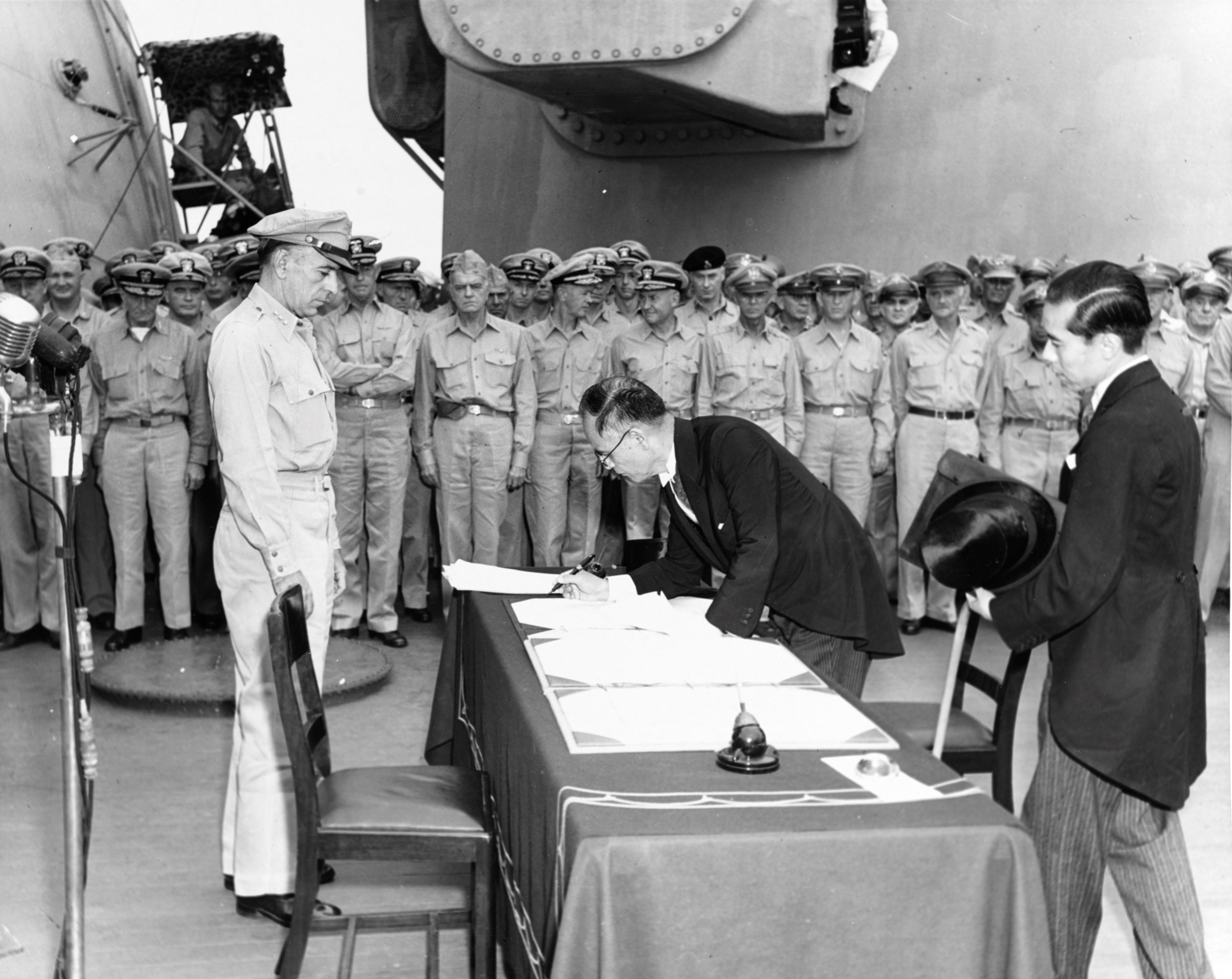
Shigemitsu tekent de Japanse overgave, rechts Toshikazu Kase

Mamoru Shigemitsu (Japans: 重光 葵, Shigemitsu Mamoru) (Bungo-Ono, 29 juli 1887 - Yugawara, 27 juni 1957) was de Japanse minister van Buitenlandse Zaken aan het einde van de Tweede Wereldoorlog.

## Voor de Tweede Wereldoorlog
Shigemitsu werd geboren in Bungo-Ono. Hij studeerde rechten aan de Universiteit van Tokio en voltooide de studie (gespecialiseerd in Duits recht) in 1907.
Hij begon zijn carrière in 1911 bij het Ministerie van Buitenlandse Zaken en werkte in Berlijn, Portland en China.
Vanaf 1931 was hij Japans ambassadeur, onder andere in de Republiek China (1931-1932), de Sovjet-Unie (1936-1938) en het Verenigd Koninkrijk (1938-1941).
In 1932 verloor hij in Shanghai zijn been door toedoen van de Koreaanse nationalistische activist Hokitsu In, die een bom naar hem en andere hoge ambtenaren gooide. Shigemitsu zou de rest van zijn leven met een kunstbeen lopen.

## Tijdens de Tweede Wereldoorlog
In 1942 keerde Shigemitsu terug naar zijn vaderland, om daar als minister van Buitenlandse Zaken aan de slag te gaan. Deze post bekleedde hij tot de laatste dag van 1945.
Op 2 september 1945 tekende hij samen met Yoshijiro Umezo de overgave van Japan aan de geallieerden. In 1946 werd hij bij het Proces van Tokio veroordeeld als oorlogsmisdadiger vanwege zijn deelname aan Eenheid 731 en oorlogsmisdaden tegen bijna alle geallieerde landen. Hij kreeg 7 jaar gevangenisstraf.

## Na de Tweede Wereldoorlog
Shigemitsu kwam vrij in 1950 en hij werd lid van de Liberaal-Democratische Partij van Japan. Hij werd benoemd tot viceminister en opnieuw tot minister van Buitenlandse Zaken (1954-1956).
In 1959 stierf hij op 69-jarige leeftijd in Yugawara. In die plaats werd ook een museum ter ere van hem gebouwd.